# Mitsubishi
Мицубиши (јап. 三菱グループ, енгл. Mitsubishi Group) је група аутономних јапанских мултинационалних компанија које покривају читав низ послова делећи заједнички бренд, заштитни знак и наследство.
Мицубиши послује као привредна групација или кеирецу (јап. keiretsu). То је врста неформалне пословне групације, карактеристична за јапанску привреду у другој половини 20. века. Кеирецу привредне групације не представљају правно лице. Мицубиши група обухвата различите компаније, али оне нису подружнице него независне компаније и ниједна фирма нема лидерску позицију у формалном смислу. Акцијама компанија-чланица се тргује унутар групе и не постоје акције Мицубиши групе.

## Историја
Компанију је 1870. године основао Ивасаки Јатаро (Iwasaki Yatarō). Првобитно је компанија производила бродове, а касније почиње да се бави и ископавањем угља. У даљем развоју се дели на доста мањих компанија и зато се Мицубиши налази у многим делатностима, од производње возова, бродова, авиона до производње папира, стакла, уља, електричних производа. Мицубиши је везан и за банкарство и осигурање. Име компаније је настало комбиновањем две речи mitsu и bishi, што би се могло превести као три дијаманта.
У послове Мицубиши групе спадају:
- аутомобилска индустрија Мицубиши моторс Mitsubishi Motors
- банкарство The Bank of Tokyo-Mitsubishi UFJ
- финансије Mitsubishi UFJ Financial Group
- осигурање Meiji Yasuda Life Insurance Company
- тешка индустрија Mitsubishi Heavy Industries
- папирна индустрија Mitsubishi Paper Mills
- производња авиона Mitsubishi Aircraft Corporation
- производња и прерада челика Mitsubishi Steel Manufacturing
- производња цемента, бакра, алуминијума, електричних материјала Mitsubishi Materials
- производња камиона и аутобуса Mitsubishi Fuso Truck and Bus Corporation (Дајмлер већински власник)
- производња и прерада стакла Asahi Glass Co.
- производња оловака uni-ball
- производња пића Kirin Company (пивара Kirin Brewery Co., Ltd.)
- електрични производи Mitsubishi Electric Corporation
- некретнине Mitsubishi Estate
- оптички производи Никон
- нафтна индустрија Nippon Oil
- бродоградња Nippon Yusen
- консултанска фирма Mitsubishi Research Institute
- фармацеутска компанија Mitsubishi Tanabe Pharma
- хемијска индустрија Mitsubishi Chemical Corporation
- трговинско предузеће Mitsubishi Corporation